# 3322 Lidiya
3322 Lidiya eller 1975 XY1 är en asteroid i huvudbältet som upptäcktes den 1 december 1975 av den ryska astronomen Tamara Smirnova vid Krims astrofysiska observatorium på Krim. Den har fått sitt namn efter den första ryska kvinnliga certifierade piloten Lidia Zvereva (1890–1916).
Asteroiden har en diameter på ungefär sex kilometer och den tillhör asteroidgruppen Phocaea.